# Dryopteris dilatata
Dryopteris dilatata es un helecho perteneciente a la familia Dryopteridaceae.

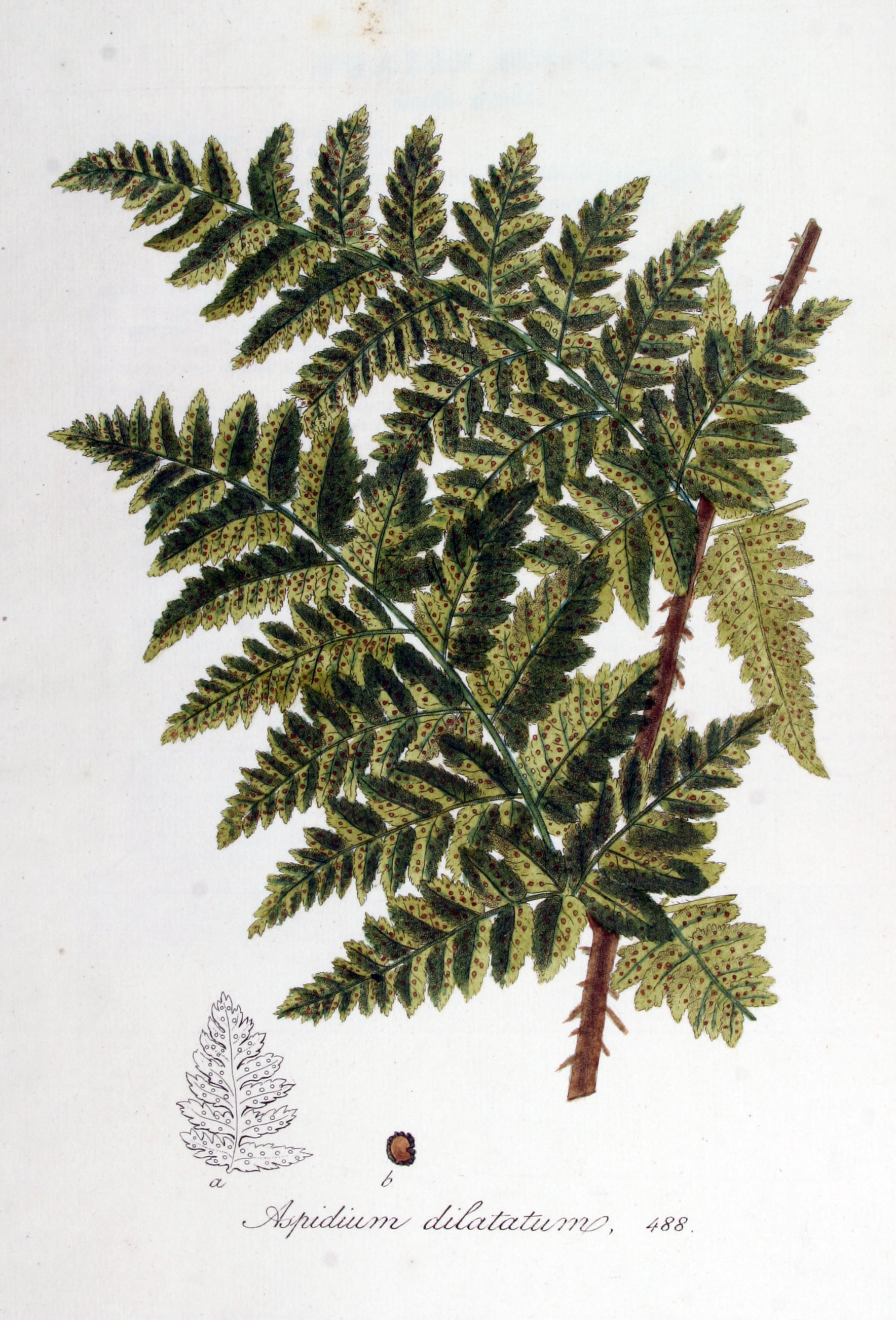
Ilustración

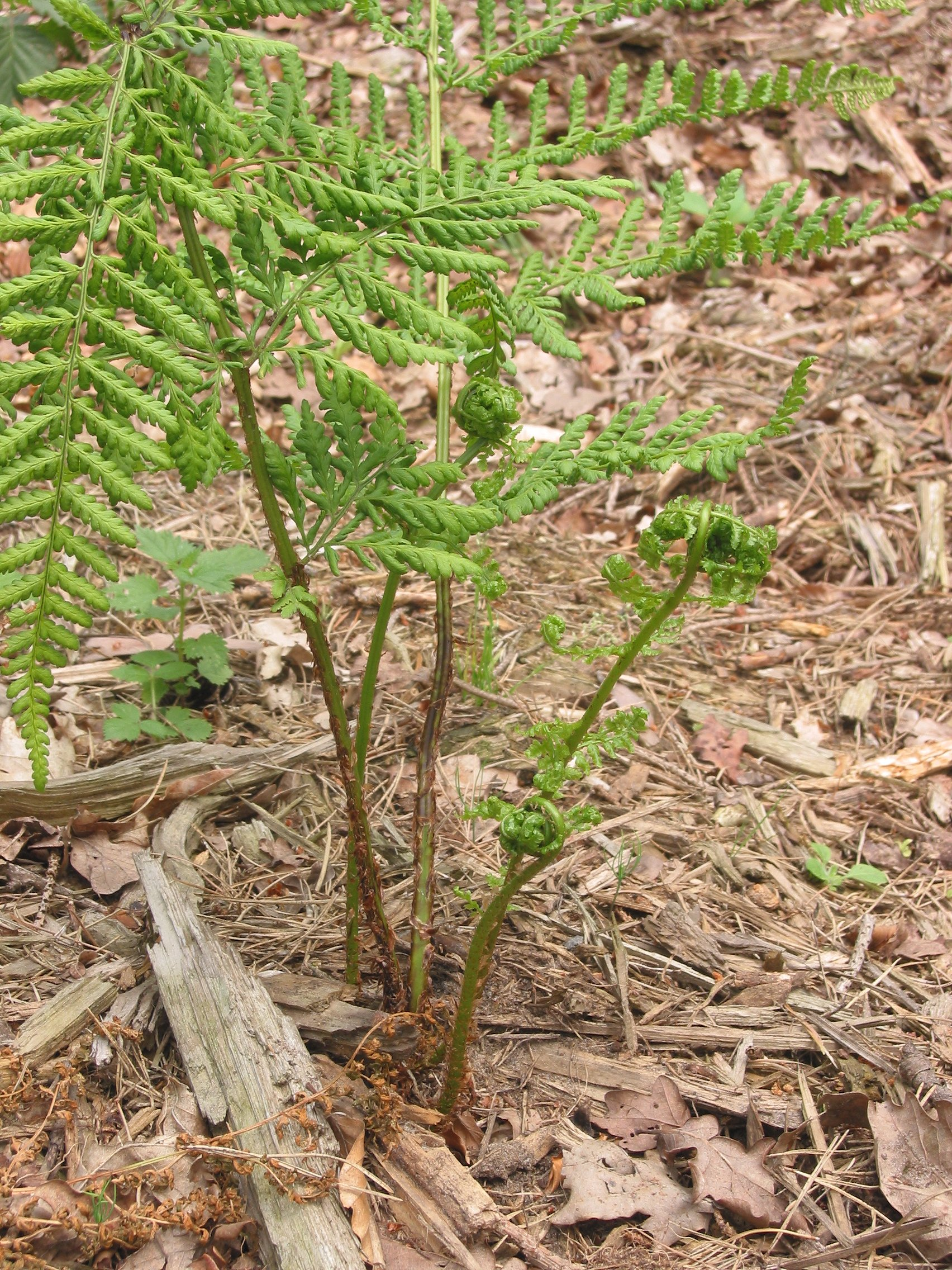
Vista de la planta

## Descripción
Tiene frondes de (10)30-120(150) cm de largo, persistentes en invierno; pecíolo 1/3-1/2 de la longitud de la fronde, delgado, castaño amarillento en la mayor parte de su longitud, densamente paleáceo en la base; páleas de lanceoladas a ovado-lanceoladas, castaño-pálidas, a veces con una franja castaño-oscura en la base; lámina 3-pinnada, triangular-lanceolada, herbácea, verde-oscura, algo brillante, eglandular; pinnas de triangular-lanceoladas a linear-lanceoladas, imbricadas; las basales, con la pínnula basiscópica proximal de la misma longitud o escasamente más corta que la vecina; pínnulas con pecíolulo muy corto; segmentos de último orden rectangulares, con los lados paralelos, dispuestos oblicuamente sobre la costa, pero no falcados, con el ápice de redondeado a obtusamente puntiagudo y dientes anchamente agudos, aristados, poco sobresalientes. Indusio pequeño, delgado, blanquecino. Esporas (27)33-39(42) µm, densamente cristulado-espinulosas. Tiene un número de cromosomas de 2n = 164; n = 82 (alotetraploide derivado de D. expansa y D. azorica).

## Distribución y hábitat
Se encuentra en roquedos y taludes de bosques frescos; a una altitud de 0-2000 metros en Europa, Turquía, Cáucaso y N de Irán. Tercio N de la península ibérica, descendiendo por el W hasta la Serra de Sintra y Sierra Carbonera, en Cáceres.

## Taxonomía
Dryopteris dilatata fue descrita por (Hoffm.) A.Gray y publicado en A Manual of the Botany of the Northern United States 631. 1848.
Etimología
Dryópteris: nombre genérico que deriva del griego dryopterís = nombre de un helecho. En Dioscórides, de helecho (gr. pterís) que nace sobre los robles (gr. drys)
dilatata: epíteto latino que significa "expandido".
sinonimia
- Aspidium dilatatum (Hoffm.) Sm.
- Dryopteris austriaca var. dilatata (Hoffm.) Schinz & Thell.
- Dryopteris spinulosa var. dilatata (Hoffm.) Underw.
- Dryopteris spinulosa subsp. dilatata (Hoffm.) C. Chr.
- Lastrea dilatata (Hoffm.) C. Presl
- Nephrodium dilatatum (Hoffm.) Desv.
- Polypodium dilatatum Hoffm.
- Polystichum dilatatum (Hoffm.) Schumach.[4]